# Anaspis vaulogeri
Anaspis vaulogeri is een keversoort uit de familie bloemspartelkevers (Scraptiidae). De wetenschappelijke naam van de soort is voor het eerst geldig gepubliceerd in 1896 door Chobaut.